# دونالد مونتجومري
دونالد مونتجومري (بالإنجليزية: Donald Montgomery)‏ هو سياسي كندي، ولد في 19 يناير 1808، وتوفي في 31 يوليو 1893. انتخب عضو مجلس الشيوخ الكندي.